# مانوئل کورادو

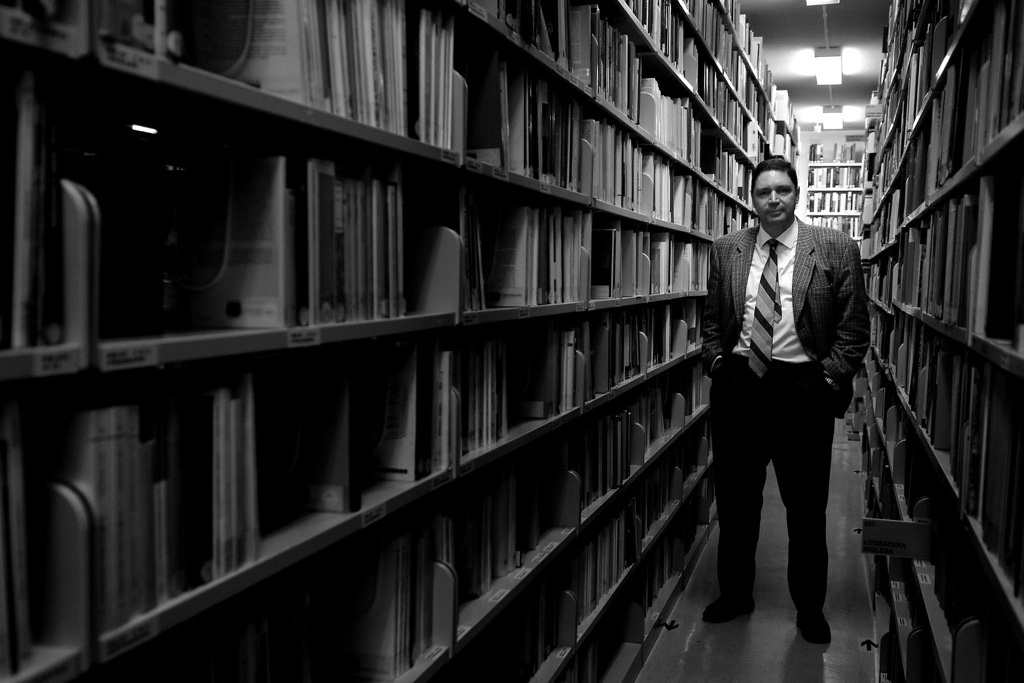
مانوئل کورادو

مانوئل کورادو (به پرتغالی: Manuel Curado) (زاده:۱۹۶۷ میلادی) متفکر و فیلسوف پرتغالی است که در اخلاق زیستی، فلسفه ذهن و تاریخچه ایده‌ها تخصص دارد. او در حوزه‌هایی به شرح ذیل فعالیت داشته‌است: تاریخچه تفکر ایده یک زبان جهانی و ایده ترجمه ماشین یا ترجمه خودکار، مشکل آگاهی انسان و ارتباط آن با مغز، رابطه بین علم و مذهب، مطالعات دربارهٔ تاریخچه تفکر اروپایی و پرتغالی، نسخه‌های آکادمیک آثار نویسندگان باستانی (به عنوان مثال: ریاضی‌دان قرن هجدهم خوزه ماریا داناس پریرا، منطق ادموندو کورلو و دیگران)، تاریخچه روانپزشکی و تاریخچه میراث یهودی پرتغالی در پزشکی و فلسفه (به عنوان مثال کار پزشکان اسحاق سامواد و یعقوب کاسترو سارمینتو) و تاریخچه ادبیات زندگی ذهنی یا روحی و روانی.
وی استاد دانشگاه مینهو در شهر براگا (Braga) در شمال کشور پرتغال است و داور ملی جلسات دفاع از پایان‌نامه است. دارای مدرک دکترا از دانشگاه سالامانکا، فوق لیسانس از دانشگاه جدید لیسبون و لیسانس از دانشگاه کاتولیک پرتغال (لیسبون) می‌باشد. علاوه بر این، دارنده مدرک مدیریت ارشد مدیریت دولتی (CADAP)است، همچنین او استاد مدعو در مسکو، روسیه (MGIMOو MGLU) و در ایتالیا دانشگاه پادووا می‌باشد.

## تفکرات فلسفی
مانوئل کورادو، در پایان‌نامه دکترای خود (دشواری آگاهی) و در کتاب مشهور ترش «نور مرموز: آگاهی در دنیای مادی»، مسایل فلسفی را که حاصل مشکل آگاهی شناخته می‌شود، حل می‌کند. نویسنده مشکل آگاهی انسان را به صورت زیر بیان می‌کند: چرا در دنیای فیزیکی آگاهی وجود دارد، زمانی که می‌توان بدون هیچ آگاهی در مورد یک جهان فکر کرد؟ پاسخ فیلسوف به این سؤال، راه حلی را مطرح کرده‌است که این مشکل را حل کرده‌است. بحث در مورد احتمال غلبه آگاهی نرمال و طبیعی از طریق علمی بر تولید آگاهی مصنوعی توسعه یافته‌است. بر طبق نظر نویسنده، این مشکل به‌طور کامل و به‌طور پیش فرض حل نمی‌شود، زیرا پاسخ‌های واضح و روشن در مورد آن چیزی است که آگاهی واقعاً وجود دارد یا در مورد نقش آگاهی در دنیای فیزیکی یا در مورد آنچه که علت قدرت علمی است، یا در مورد ارتباط آگاهی با مغز، بلکه به این دلیل است که ظرفیت علمی در حال رشد برای تولید آگاهی به صورت مصنوعی وجود دارد. فیلسوف یک زمان آینده را پیش‌بینی می‌کند زمانی که تمایز بین آگاهی طبیعی و آگاهی تولید شده مصنوعی غیرممکن باشد. این ناتوانی بزرگ در تشخیص به عنوان یک معرفت طبیعی و عادی که در بسیاری موارد دیگر رخ می‌دهد، تفسیر می‌شود.
مهمترین تفکر فلسفی این فیلسوف مربوط به روابط بین ایمانداران و هدف ایمان و اعتقادات مذهبی آنهاست. این استدلال به دو صورت توسعه یافته‌است. رابطه بین ایماندار و خدا باید بر این فرض باشد که خدا موجود است. با این حال، این فرض لزوماً عشق به خدا یا احترام به خدا نیست. رابطه بین خدا و انسان در راه‌های منحصر به فرد درک شده‌است. مانوئل کورادو، خدا را به عنوان یک جسم در جهان می‌بیند، در کنار شکارچیان که انسان‌ها در گذشته تکاملی خود را همراه با جسم فیزیکی طبیعت همراه با اشیاء پیش زمینه ای (شرایط غیرقابل توضیح که به ندرت در تاریخ رخ می‌دهد مانند ناهنجاری‌ها و نورهای آسمان) و در کنار موجودات و اشیاء فراطبیعی (که در بسیاری از مراحل ادبی، مذهبی، فلسفی و توصیفی از همان ابتدای تمدن شکل گرفته‌است) ارائه شده‌است. پایان‌نامه فیلسوف این است که انسان رقیب یا دشمن خدا و تمام موجودات دیگر است که در دنیای فیزیکی، ظاهری و فوق‌العاده وجود دارند. مهمترین نقطه استدلال او، مفهوم علاقه است. مقاله‌های او اغلب این سؤال را مطرح می‌کند: علاقه واقعی انسان چیست؟ آیا تنها درک جهان است؟ آیا فقط عشق به یک پدر آسمانی است؟ آیا جستجو برای معنی است؟ آیا راه زنده ماندن در جهانی پر از دشمن است؟ یا اینکه بدنبال کشف خودش است، یا سایر موجودات دیگر، البته، آیا موجودات فراطبیعی فرضی هستند؟
راه دیگر تفکر دربارهٔ رابطه بین انسانها و اشیائی که در جهان وجود دارد، علم مدرن است. مانوئل کورادو استدلال می‌کند که تفسیری که معمولاً در مورد دامنه و معنای فعالیت علمی مدرن ارائه می‌شود بسیار ضعیف است. از نظر او، تلاش برای درک جهان، توصیف بسیار ضعیفی از این فعالیت علمی است. دانشمندان جهان را توصیف می‌کنند، اما همچنین اختراع و نوآوری نیز می‌کنند. کورادو یک معادله فلسفی بین جهان طبیعی و جهان مصنوعی را ارائه می‌دهد. از دیدگاه او، دنیای طبیعی هر روز کوچکتر می‌شود. او از این وضعیت نتیجه می‌گیرد که علاقه افراطی دنیای مدرن، ایجاد دنیاهای مصنوعی است. همان‌طور که این روند در محدوده رشد قرار دارد، آینده این پروژه را تکمیل خواهد کرد. نتیجهٔ که او می‌گیرد این است که نگرانی نهایی انسانها در رقابت با خدا شکل می‌گیرد و نه در سیر طبیعی درک کار خداوند. اینها ایده‌های بسیار جالبی در مقاله «آینده خدا»، بخشی از کتاب ویرایش شده، چرا خداوند اگر ما علم داریم. ارایه کردند.

## آثار
به عنوان نویسنده:
ü اسطوره ترجمه خودکار (Braga, Universidade do Minho / CEHUM، ۲۰۰۰)،
ü نور مرموز: آگاهی در جهان مادی (Famalicão, Quasi، ۲۰۰۷)،
ü قانون زیستی: قوانین پرتغالی (Lisbon, Quidجورج، ۲۰۰۸)،
ü چرا خدا اگر ما علم داریم؟ (Porto, Fronteira do Caos، ۲۰۰۹).
به عنوان ویراستار:
ü آگاهی و شناخت (Braga، دانشکده فلسفه / UCP، ۲۰۰۴)،
ü ذهن، خود و آگاهی (Braga، دانشکده فلسفه / UCP، ۲۰۰۷)،
ü نامه‌های ایتالیایی از لوئیس آنتونیو ورنی (لیسبون، Sílabo، ۲۰۰۸)،
ü اشخاص شفاف: مسائل جاری در بیوشیمی (Coimbra, Almedina، ۲۰۰۸)،
ü خدا در دانشگاه: دانشگاهیان پرتغالی دربارهٔ خدا چه فکر می‌کنند؟ (Porto, Fronteira do Caos، ۲۰۱۱)،
ü «آثار منتخب ادواردو کورلو» (Lisboa, Fundação Calouste Gulbenkian، ۲۰۱۳).
مانوئل کورادو همچنین نویسنده تعداد زیادی از مقالات و فصول مختلف چندین کتاب است. بسیاری از آنها براساس سخنرانی‌های وی در پرتغال و خارج از کشور نوشته شده‌است.